# Renvoi coudé
 (mars 2023).
Si vous disposez d'ouvrages ou d'articles de référence ou si vous connaissez des sites web de qualité traitant du thème abordé ici, merci de compléter l'article en donnant les références utiles à sa vérifiabilité et en les liant à la section « Notes et références ».

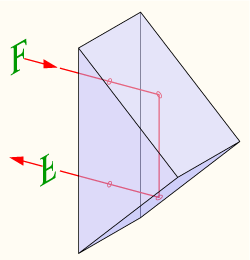
Avec un prisme à réflexion totale...

Un renvoi coudé est un accessoire dont disposent les lunettes astronomiques et les télescopes. Généralement placé en avant de l'oculaire, il est constitué d'un miroir ou d'un prisme à réflexion totale dont la fonction est de renvoyer à angle droit la lumière par rapport au plan de l'instrument ; le renvoi coudé est une pièce indispensable afin d'observer aisément l'ensemble des objets situés à des angles proches de la verticale, voire au zénith.
S'il comporte un seul miroir ou un prisme à une face, il est également redresseur d'image.